# アンゴラの言語
この項目では、アンゴラの言語について解説する。アンゴラは公用語であるポルトガル語と、アフリカ在来の国民言語の二言語使用の国家である。

## ポルトガル語
ポルトガル語はポルトガル系アンゴラ人やメスティーソ（ムラート）の母語であるものの、大多数のアンゴラ人にとってはバントゥー系の言語が母語であり、1990年の推計ではポルトガル語を話すアンゴラ人は20%であった。
1921年にアンゴラ総督のノルトン・デ・マトシュは、法令第77号にて「原住民」へのキリスト教の布教に際して、ポルトガル語教育の義務化と外国語教育の禁止、及び「原住民」言語の使用を二義的なものに留める方針を定めた。植民地時代に支配のための言語だったポルトガル語は、独立後アンゴラ人にとって公用語かつ学校教育における、母語以外の主要な外国語となった。独立後一貫してアンゴラの政権与党だったアンゴラ解放人民運動＝労働党は、1970年代後半から初等教育における国民言語（母語）とポルトガル語の二言語教育の必要性を訴えてきたが、実際には教員や教育施設の不足のため、学校教育の現場ではポルトガル語のみによる教育がなされてきた。2001年12月31日に定められた教育制度基本法では、学校教育はポルトガル語でなされることと、国家が国民言語、(linguas nacionais,国語)を支援すること、成人教育における国民言語の使用が認められた。

## 国民言語
言語学者であり、2005年にアンゴラ国民言語院(ILN)代表に就任したヴァトゥメーネ・クカンダの指揮によって国民統合の進展を図るために各国民言語の正書法の統一が進められ、2007年から一部地域でキコンゴ語、キンブンドゥ語、ウンブンドゥ語、チョクウェ語、ンガンゲーラ語、クワニャマ語、ニャネカ語などの国民言語による初等教育が開始されている。

### 国民言語の一覧
- 三大バントゥー諸語
  - キコンゴ語、キンブンドゥ語、ウンブンドゥ語[2]
- 教育言語に選定されたバントゥー諸語
  - チョクウェ語、ンガンゲーラ語、クワニャマ語、ニャネカ語[9][注釈 1]
- その他のバントゥー諸語
  - ムブンダ語、ヘレロ語、ソンゴ語、バンガラ語、フィオテ語、ルヴァーレ語、ルバ語[10]
- コイサン語族系諸語
  - オバクウィシ語、クング語[11]